# オフィス・オーパ
株式会社オフィス・オーパは、映画・テレビドラマ・CM他各種メディア・イベント関係のキャスティング、俳優の育成・マネージメント・その他各種人材派遣を行うキャスティング会社、芸能事務所。

## 概要
2003年11月1日、現代表取締役社長である奥川希美と、現代表取締役副社長の木野雅仁により個人事務所として創業。2009年8月8日、株式会社オフィス・オーパとして現在の業態に至る。

## 所属タレント

### タレント
- 初芝清

### 俳優・女優
- 椚ありさ
- 城野マサト
- 野々山郁也
- 堀内充治
- 若林秀敏
- ありがち春
- 乃上桃
- 数ヒロキ
- たきざわ♡みわこ
- 碧井りの
- 東鳩七
- 福吉寿雄
- 高野漁
- 中野文馨
- 大石康人
- 杉本卓三
- 米村拓彰
- 鈴木美和
- 門田学
- 志武明日香

### 業務提携
- 嶋尾明奈
- 大藤由佳
- 近藤ももこ
- 島川直子
- 伊木輔
- 花瀬めぐみ
- 木地谷厚子

### モデル
- 高尾幸
- 三宅克治

### 子役
- さくら
- 日野翔悟

### アーティスト
- Miwako